# Pankélé
Pankélé est un village du département et la commune rurale de Toma, situé dans la province du Nayala et la région de la Boucle du Mouhoun au Burkina Faso.

## Santé et éducation
La commune accueille un centre de santé et de promotion sociale (CSPS).